# Takashi Inui
Takashi Inui (乾 貴士 Inui Takashi?), född 2 juni 1988 i Ōmihachiman, är en japansk fotbollsspelare som spelar för Shimizu S-Pulse. Han spelar även för det japanska landslaget.

## Karriär
Den 1 juni 2018 värvades Inui av spanska Real Betis, där han skrev på ett treårskontrakt. Den 24 januari 2019 lånades Inui ut till Alavés på ett låneavtal över resten av säsongen 2018/2019.
I juli 2019 återvände Inui till Eibar, där han skrev på ett treårskontrakt. Den 31 augusti 2021 blev Inui klar för en återkomst i Cerezo Osaka. Den 22 juli 2022 värvades han av Shimizu S-Pulse.